# Saint-Christophe-sur-Condé

Saint-Christophe-sur-Condé este o comună în departamentul Eure, Franța. În 1 ianuarie 2022 avea o populație de 429 de locuitori.